# Mingus Lookout Complex
Le Mingus Lookout Complex est un ensemble architectural américain comprenant une tour de guet du comté de Yavapai, en Arizona. Protégé au sein de la forêt nationale de Prescott, cet ensemble est inscrit au Registre national des lieux historiques depuis le 28 janvier 1988.